# (11384) Sartre
(11384) Sartre (1998 SW143) – planetoida z pasa głównego asteroid okrążająca Słońce w ciągu 3,72 lat w średniej odległości 2,4 j.a. Odkryta 18 września 1998 roku.